# Королевская крачка
Короле́вская кра́чка (лат. Thalasseus maximus) — вид морских птиц из семейства чайковых (Laridae). Подвидов не выделяют. Распространён в Северной и Южной Америке.

## Описание
Королевская крачка, уступает по размерам только чеграве (Hydroprogne caspia), достигает длины 45—50 см и массы 350—450 г; размах крыльев варьирует от 125 до 135 см. Половой диморфизм не выражен. В брачном наряде у взрослых особей верхняя часть тела и крылья бледно-серые, нижняя часть тела — белая. Макушка чёрного цвета, гребень за макушкой также чёрный. Длинный, заострённый клюв ярко-оранжевого цвета. Ноги чёрные. Зимой исчезает чёрная корона, но чёрный гребень остаётся.

## Распространение
Королевская крачка распространена в Северной и Южной Америке. В Северной и Южной Америке гнездится от южной Калифорнии (США) до Синалоа (Мексика), от Мэриленда до Техаса, через Вест-Индию до Гайаны и, возможно, Бразилии, на полуострове Юкатан, в южной Бразилии, Уругвае и северной Патагонии (Аргентина). Зимует от Вашингтона (США) до Перу на западном побережье и от Техаса до южной Бразилии на восточной стороне. В Европе королевские крачки являются редкими гостьями. Отдельные экземпляры залетают, вероятно, из Северной Америки.

## Размножение
Королевская крачка гнездится на островных пляжах или изолированных пляжах с ограниченным количеством хищников. Яйца откладываются в ямку на земле, иногда прямо на землю без углубления. В кладке одно или два яйца. Инкубационный период продолжается от 25 до 30 дней; после выклева птенцы остаются в  ямке около недели. Примерно через две недели птенцы собираются в группы, так называемые «ясли» или «детские сады». Пока птенцы находятся в яслях, они обычно свободно разгуливают по колонии. В большой колонии в яслях могут находиться тысячи цыплят. Родители находят потомство по голосу и внешнему виду и кормят только своих птенцов. Птенцы оперяются примерно через месяц.